# Les Monthairons
Les Monthairons település Franciaországban, Meuse megyében. Lakosainak száma 326 fő (2022. január 1.). Les Monthairons Ancemont, Dieue-sur-Meuse, Génicourt-sur-Meuse, Récourt-le-Creux, Souilly és Villers-sur-Meuse községekkel határos.

## Népesség
A település népességének változása:
| Lakosok száma | 433  | 408  | 367  | 361  | 389  | 387  | 374  | 350  | 339  | 326  |
|               | 1968 | 1982 | 1990 | 2006 | 2013 | 2015 | 2017 | 2019 | 2020 | 2022 |